# BKV-ügy
A „BKV-ügy” a 2009 nyarán kirobbant, a BKV túlzott végkielégítési, valamint a korábbi, a cég számára állítólagosan aránytalanul hátrányos szerződéskötések körüli botránysorozat, mely oda vezetett, hogy az MSZP budapesti elnöksége felkérte Hagyó Miklóst és Horváth Csabát, hogy november 20-áig mondjanak le főpolgármester-helyettesi tisztségükről. A BKV-ügy egyes körülményei - úgy mint az előzetes fogva tartás körülményei, vagy a kecskeméti bíróság kijelölése - miatt már sok bírálat érte. A BKV-per néven elhíresült eljárás Hagyó Miklós és vádlott társai ellen jelenleg is zajlik. A fővádlottak közül többen visszavonták korábbi, másokra nézve terhelő vallomásaikat, melyekről elmondták, hogy azokat fenyegetés hatására, megalázó körülmények között, irányítottan, kényszervallatás során tették. A per eddigi legnagyobb eseménye Balogh Zsolt vallomásának visszavonása volt, amely az egyetlen bizonyíték volt a nokiásdoboz korrupciós ügyre.

## Előzmények
2009-ben került napvilágra a Hagyó Miklós, akkori főpolgármester-helyettes általa felügyelt BKV-nál az első nagyobb, ún. „végkielégítési” botrány. „Hiába fizettek ki – prémiumokkal együtt – mintegy százmillió forintot végkielégítésként a BKV személyzeti vezetőjének tavaly márciusban, Szalainé Szilágyi Eleonóra ma is a fővárosi közlekedési társaságnál dolgozhat” – adta hírül az értékválasztását és gazdasági hátterét tekintve az akkori legnagyobb ellenzéki párthoz, a ma kétharmaddal kormányzó Fideszhez köthető Magyar Nemzet
A botrány kirobbanását követően Hagyó vállalta a politikai következményeket. 2009. augusztus 31-én lemondott a BKV felügyeletéről, majd 2009. november 20-án főpolgármester-helyettesi tisztségéről is. A BKV felügyelete Hagyó Miklós és az SZDSZ-es (Szabad Demokraták Szövetsége, az MSZP koalíciós partnere) Ikvai-Szabó Imre közös feladata volt, ám utóbbi nem mondott le. Fontos körülmény, hogy Hagyó Miklósnak sem utasítási, sem döntési jogköre nem volt a BKV-nál, és nem gyakorolt munkáltatói jogokat sem, csupán konzultációs jogköre volt. Az ekkor már a sajtóban „BKV-ügyként” emlegetett, vélt bűncselekmény-sorozatban folyó nyomozás egyik következményeként 2010. január 7-én előállították, majd január 9-én előzetes letartóztatásba helyezték Szalainé Szilágyi Eleonórát különösen nagy kárt okozó csalás bűntettének gyanújával. Bár ekkor még semmilyen napvilágra került, a nyomozással összefüggő adat nem utalt arra, hogy Hagyó Miklós érintett lenne bármilyen büntetőeljárásban, a jobboldali média – élén a Magyar Nemzettel és a HírTV-vel – és a Fidesz folyamatosan ezt a látszatot keltette. Németh Szilárd, a Fidesz fővárosi frakciójának tagja 2009. július 29-én arról tájékoztatta a Magyar Távirati Irodát (MTI), hogy a végkielégítési ügyben a legfőbb ügyészhez fordult azzal a felszólítással, hogy Hagyó Miklós főpolgármester-helyettes az összes végkielégítési ügyet tárja a nyilvánosság elé.

## Rendőri nyomozás
Pető György 2009 végétől kezdett a Budapesti Rendőr-főkapitányság gazdaságvédelmi főosztályán dolgozni nyugállományban. E pozícióját arra használta ki, hogy a fővárosi cégek akkori vagy korábbi munkatársait, tisztségviselőit informátorként szervezze be a rendőrséghez is még az önkormányzati választások előtt. Besúgói egyébként nyilvántartásba is kerültek, mint szervezett kapcsolatok. A BRFK tagjaként Pető György a fővárosi közműcégeknél történt visszaélésekkel foglalkozott. Egyes hírek szerint úgynevezett döglött – régóta föl nem derített – ügyek aktáit bízták rá a rendőrök. Informátorai révén az ő közreműködésével indult eljárás 2010 első felében többek között az FKF-nél, a Főtávnál vagy a főváros gyógyfürdőcégénél történt gyanús ügyekkel kapcsolatban. Néhányan már akkor megjósolták Pető új munkakörének következményét, miszerint „Hagyó veszte lehet volt kémelhárító ellenlábasa”. Ugyanis ekkor kezdődött a 2009 nyara végén elinduló BKV nyomozás érdemi része is: 2010. 01. 09-n letartóztatták Szalainé Szilágyi Eleonórát, a BKV volt humánpolitikai igazgatóját. Az, hogy a BKV-s botrány Pető kezébe került, azért volt érdekes, mert politikusi karrierje idején az MSZP belháborúiban Hagyó ellenlábasának számított.
Időközben az is kiderült, hogy az az ügyésznő, aki Hagyót előzetesbe küldte, szerepel Tarlós István tanácsadóinak listáján havi bruttó 850 ezer forintos fizetéssel. A főpolgármester egyik legtöbbet kereső főtanácsadója dr. Szabadvári Péter Ottóné. A Városházán most a férje nevén szereplő jogász dr. Vámos Katalinként korábban ügyészként dolgozott. Dr. Szabadváriné dr. Vámos Katalin néven a Fővárosi Főügyészségen a kiemelt és gazdasági ügyek osztályát vezette. Ő volt az az ügyész, aki 2010 májusában a BKV-ügyben indítványozta a bíróságnál a volt MSZP-s főpolgármester-helyettes, Hagyó Miklós előzetes letartóztatását. Hagyó előzetesbe került, és ott is maradt 9 hónapig. Fogva tartásának méltatlan körülményei miatt a strasbourgi Emberi Jogok Európai Bírósága mintegy négymillió forint kártérítést ítélt meg utóbb Hagyónak.
A kezdetben a BRFK gazdaságvédelmi osztálya által vitt, fővárosi cégeket érintő ügyekben - amelyek nyomozása párhuzamosan folyt a BKV-üggyel - ,később a Fővárosi Főügyészségen a Szabadváriné vezette kiemelt ügyek osztálya vette kezébe a nyomozásokat, gyakorolta a felügyeletet. A közműcégek ügyében tett vádemelések után Szabadvárinét 2012 augusztusában Polt Péter legfőbb ügyész áthelyezte. Az áthelyezés után néhány hónappal, 2013. január 31-ével meg is szüntette Szabadváriné szolgálati jogviszonyát. Információk szerint már másnap, 2013. február elsejétől Tarlós István hivatalában dolgozott dr. Szabadvári Péter Ottóné néven. Méghozzá önkormányzati főtanácsadóként, kiemelt bérezéssel a főpolgármester alá rendelt csapatban.

## A nokiásdoboz legendája
A „BKV-ügy” akkor vált visszavonhatatlanul „Hagyó-üggyé” a médiában és a politikai közbeszédben, amikor Balogh Zsolt, a BKV volt megbízott vezérigazgatója nyilatkozatturnéba kezdett a jobboldali sajtóban. Ekkor lett a politikai korrupció ikonja a nokiásdoboz. Balogh 2010. március 6-án a Magyar Nemzetnek, majd 2010. március 8-án a Hír TV-nek adott interjújában azt állította, hogy több alkalommal, összesen mintegy 70 millió forintnyi korrupciós pénzt juttatott el Hagyó Miklósnak, ebből 15 milliót személyesen, egy nokiásdobozban.
Balogh Zsolt szavahihetősége az ügy részleteinek, nyomozati anyagainak nyilvánosságra kerülésével egyre megkérdőjelezhetőbbé vált. A Népszava napilap összehasonlította Balogh sajtóban tett nyilatkozatait és a nyomozóhatóságoktól kiszivárgott vallomásait. Az elemzés feltárta, hogy Balogh folyamatosan másként számolt be a Hagyónak állítólagosan átadott korrupciós pénzek átadásának körülményeiről, ill. a pénzek eredetéről. Jelzésértékű, hogy Balogh csak és kizárólag a jobboldalhoz kötődő médiumoknak nyilatkozott.
Első, a témában tett vallomásában Balogh úgy emlékszik, hogy a pénzt a városháza parkolójában vette át Lazarovics Márktól, a nyertes cég vezetőjétől. Előtte egy belvárosi kávézóban Lazarovics megmutatta neki a nokiásdobozt, később a városháza épületben Balogh azt átadta Hagyó Miklósnak, aki nem nézett bele a dobozba. Egy későbbi vallomásában Balogh már úgy idézi fel a történteket, hogy Lazarovics a kávézóban csak megemlítette, hogy az asztal alatt van a nokiásdoboz, de nem mutatta meg neki. Ebben a verzióban már nem a városháza parkolójában történt a doboz átadása, hanem a kávézó mellett, Lazarovics A8-as Audijában. Balogh ezt követően ismét felidézi, hogy a városházán átadja a pénzt Hagyó Miklósnak, de itt már úgy meséli el a történteket, hogy Hagyó belenézett a dobozba, sőt, ő maga is látta, hogy az tele van bankjegyekkel. Egy másik, az ügy szempontjából sokkal nagyobb horderejű kérdés a pénz eredete és a Synergon-szerződés megkötésének háttere. A nyomozás során e témában tett első vallomásában Balogh azt állította, hogy a Synergon Nyrt. szerződését Hagyó Miklós nyomására kötötte meg. Később erre már úgy emlékezett, hogy a szerződés egyszerűen csak a „sok aláírandó szerződés között volt”. Ebben a ténykérdésben Balogh az újabb verziót tartotta pontosnak. Elmondása szerint nyomásgyakorlásra csak egy másik eset miatt emlékezett korábban, amikor Hagyó „szokásához híven megszorongatta a nyakát”, amit ő mindig fizikai kényszerként élt meg. A pénz eredetéről Balogh a Magyar Nemzetnek adott nyilatkozatában azt mondja, hogy az összeget „a BKV-nál, Hagyóhoz közel álló vezetők adták össze”, ami a vallomásában elmondott Lazarovics-Synergon-sztorit (annak minden verzióját) teljesen felülírja.
Azt amúgy a bíróság is megállapította már a büntetőeljárás elején, hogy a vesztegetési pénz ügyében nem történt konkrét nyomozás. Az ügyészség csak ez után, 2012 novemberében, a vádirat nyilvánosságra kerülése után több hónappal  indított végül nyomozást, hogy kiderítse, van-e alapja Balogh terhelő vallomásának. 2015 júniusában azonban a vádhatóság is arra a következtetésre jutott, hogy a nokiásdoboz története nem áll meg. Megszüntette a vesztegetés miatt indult nyomozást a Központi Nyomozó Főügyészség, mivel az indoklás szerint "a nyomozás adatai alapján nem állapítható meg bűncselekmény elkövetése, és az eljárás folytatásától sem várható eredmény".

## Előzetes letartóztatás
Hagyó Miklóst 2010. május 17-én helyezte előzetes letartóztatásba a Pesti Központi Kerületi Bíróság (PKKB). A legszigorúbb kényszerintézkedés ellen a politikus védője fellebbezést nyújtott be, de azt a másodfokon eljáró bíróság, Szívós Mária tanácselnök vezetésével több esetben elutasította. Kádár András ügyvéd beadványban kérte az ügyészséget, hogy bocsássa a védelem rendelkezésére az előzetes letartóztatás alapjául szolgáló bizonyítékokat. Az Emberi Jogok Európai Bíróságának gyakorlata szerint ugyanis sérül a fegyveregyenlőség elve abban az esetben, ha a védő nem férhet hozzá azokhoz a nyomozati iratokhoz, amelyek ismerete nélkül nincs lehetősége cáfolni védence fogva tartásának jogszerűségét. A kérelmet azonban az ügyészség érdemi indoklás nélkül elutasította, a kért „adatot”, amelyre hivatkozva érvelt a legszigorúbb kényszerintézkedés mellett, soha nem ismertette, így annak létezése kétségbe vonhatóvá vált. A politikust a fogságban töltött idő alatt újabb, a „börtönben elkövetett” bűncselekménnyel gyanúsították majd vádolták meg. Az okirat hamisítás vádja szerint Hagyó úgy érte el, hogy akkori élettársával kötetlenebb körülmények között tarthassa a kapcsolatot, hogy megbízta őt „jogi képviseletével”. 2012. január 16-án első fokon, április 11-én pedig jogerősen is felmentették az okirat-hamisítási perében.
Hagyó Miklós kilenc hónapot töltött előzetes letartóztatásban.
Egy héttel azt követően helyezték házi őrizetbe, hogy a politikus honlapja nyilvánosságra hozta az előzetes letartóztatáshoz kapcsolódó dokumentumokat, amelyek Hagyó egészségi állapotának romlásáról és a meghosszabbítás alapját képező veszélyek (szökés, elrejtőzés, tanúk befolyásolása) alaptalanságáról szóltak.
Hagyó és védője 2010. szeptember 6-án a Strasbourgi Emberi Jogi Bíróságához fordult fogva tartásának elfogadhatatlanságával kapcsolatban. Megítélése alapján, Hagyó nem adott okot a 2010. május 14-én bekövetkezett letartóztatásra, mert előtte több alkalommal is cáfolta a híreket, amelyek szerint külföldre készült, illetve május 11-én hivatalosan is együttműködéséről biztosította a nyomozó hatóságot. A Strasbourgi Bíróság 2013. április 23-i döntésében Hagyónak adott igazat. A döntés 2013. július 24-én jogerőre emelkedett.
Hagyó 2011. június 10. óta szabadlábon védekezhet.

## Állami Számvevőszék feljelentése
2010 júniusában, röviddel Hagyó Miklósnak - a jelenleg már a Kecskeméti Törvényszék előtt folyó büntetőeljárásban való - meggyanúsítása után az Állami Számvevőszék (ÁSZ) ún. átfogó ellenőrzést tartott a Fővárosi Önkormányzatnál. Ennek során az ÁSZ egyebek között vizsgálta a Fővárosi Önkormányzatnál munkavállalói állományban nem lévő személyekkel kötött megbízási szerződéseket és a nekik kifizetett megbízási díjakat is. A vizsgálat lezárultát követően, 2010. december 16-án az ÁSZ feljelentést tett - mások mellett - Hagyó Miklós ellen két szerződés miatt, továbbá a rendőrség figyelmébe ajánlott egy harmadik megbízást is, amelyet gyanúsnak talált.
A feljelentés alapján Hagyó Miklóst 2011. augusztus 24-én mindhárom szerződéssel kapcsolatban meggyanúsították folytatólagosan elkövetett, jelentős vagyoni hátrányt okozó hűtlen kezeléssel, azonban 2012. július 23-án a Budapesti Rendőr-Főkapitányság Gazdaságvédelmi Főosztály határozata alapján, bűncselekmény hiányában a nyomozást megszüntették.

## Kecskeméti bíróság
Az új alaptörvény az OBH elnökének jogokat biztosított arra, hogy túlterheltségre hivatkozva a Kecskeméti Törvényszéket jelölje ki a BKV-ügy tárgyalására. E döntés indokoltságát kétségbe vonja a tény, hogy a fővárosi törvényszék csupán 4 százalékkal volt leterheltebb a kecskemétinél.
A BKV-per vádlottjai az ügy áthelyezése miatt az Alkotmánybírósághoz (AB) fordultak, benyújtott panaszuk ugyanis megkérdőjelezi bizonyos alkotmányos alapjogok érvényesülését: A védők szerint a Kecskeméti Törvényszékre való áthelyezésével sérült a törvényes bírához való jog, mivel ez az objektivitás, átláthatóság és önkényesség kizárhatósága nélkül történt meg. Fennáll a pártatlanság követelményének sérelme is, hiszen a tárgyalást az OBH elnöke, Handó Tünde, egy fideszes képviselő házastársa szignálta át egy olyan törvényszékre, ami korábban hasonló politikai összefüggésben, igazoltan aránytalanul súlyos ítéletet hozott. Továbbá az OBH elnökének más bíróságot kijelölő döntése ellen a jogszabályok nem biztosítottak hatékony jogorvoslatot, így sérült a jogorvoslathoz való jog is.
A védők még 2012 év tavaszán nyújtották be panaszukat az AB-hoz, és beadványukra hivatkozva, az eljárás felfüggesztését indítványozták. 2012 nyarán - miután a Kecskeméti törvényszék és a Szegedi Ítélőtábla is elutasította az indítványt - a védők a Strasbourgi Emberi Jogi Bírósághoz fordultak. A strasbourgi bíróság „Antal and others v. Hungary” néven regisztrálta a beadványt, míg az AB 2012. szeptember 4-ei ülésén befogadta a kecskeméti ügy áthelyezéssel kapcsolatos alkotmányjogi panaszt.
Az Alkotmánybíróság 2013. április 23-án hallgatta meg Handó Tündét. Az OBH elnöke egy sajtótájékoztatón elmondta, hogy a félreértések, tévedések tisztázása érdekében kérte személyes meghallgatását az Ab-tól.
Meghallgatására zárt ajtók mögött, az érintettek és a nyilvánosság kizárásával került sor. Több jogvédő szervezet is tiltakozott, azonban ezt figyelmen kívül hagyva a meghallgatásról készült felvételt az Ab végül 10 évre titkosította.
A meghallgatást követően, az AB sokáig nem foglalt állást a korábbi peráthelyezésekkel, így a kiemelkedő érdeklődés kísérte BKV-per áthelyezésével kapcsolatban sem, holott már mindenki elismerte, annak jogellenességét.
2013. december 2-án, 224 nap elteltével az AB újra megállapította, hogy a peráthelyezés sértette a tisztességes eljárás két követelményét, a törvényes bíróhoz és a pártatlan bírósághoz való jogot, másrészt azért is alkotmányellenesek voltak, mert az ügyáthelyezésről szóló határozat ellen nem biztosítottak jogorvoslatot. Tehát az Ab alkotmányellenesnek és nemzetközi szerződéseinkbe ütközőnek találta, és - furcsa módon - hatályba lépése napjára, visszamenőlegesen megsemmisítette a korábban már hatályon kívül helyezett törvényt - természetesen Szívós Mária különvéleményével. A Kecskeméti Törvényszék ezek után 2013. december 16-án meghozott végzésében illetékessége hiányát állapította meg, és a BKV-ügyet áttette a Fővárosi Törvényszékhez. A Fővárosi Törvényszék határozatában viszont szintén megállapította saját illetékességének hiányát. A kialakult helyzetben a Kúriaának kellett volna kijelölnie az eljárást folytató bíróságot, azonban erre nem kerülhetett sor, mivel a Fővárosi Törvényszék ügyviteli hibát követett el, amikor végzésében szintén nem biztosított fellebbezési lehetőségek az érintettek számára. Miután a védők fellebbezhettek a Fővárosi Törvényszék határozata ellen, a döntést ismét felterjesztették a Kúriához. A Kúria 2014. május 5-i döntésében teljes mértékben figyelmen kívül hagyta az AB döntését, és az eljárás folytatására a Kecskeméti Törvényszéket jelölte ki, ahol 2014. július 1-én a pert újrakezdték. A vádlottak védői Strasbourghoz fordultak, mert véleményük szerint a fejlemények súlyosbítják az általuk elszenvedett jogsértéseket.
2016. január 26-án a Kecskeméti Törvényszék Hagyó Miklóst hivatali visszaélésben és felbujtóként elkövetett hűtlen kezelésben első fokon bűnösnek találta és 2 év börtönbüntetésre ítélte 4 év próbaidőre felfüggesztve, valamint Balogh Zsolt volt BKV-vezérigazgatóval közösen fizetendő 39,6 millió forint pénzbüntetést is kiszabott.

## A vádirat
2012. március 23-án egy internetes hírportál hozta nyilvánosságra a Hagyó-ügy vádiratát, azelőtt, hogy azt az érintettek azt kézhez kapták volna. A dokumentumból kiderül, hogy a BKV-ügy nagyjából ötven vélelmezett bűncselekménye közül mindössze hármat ró fel a szocialista politikusnak. Ezek közül két vádpont Balogh - azóta visszavont - vallomásain alapul. A dokumentumban sorolt állítólagos bűntényeket pedig alig-alig sikerült tárgyi bizonyítékokkal vagy legalább több egybehangzó vallomással alátámasztani.
Hagyó vallomástételének napján védője a tárgyalás elején jelezte, hogy a vádhatóság több dokumentumot visszatartott az ügy iratainak átadása során, melyek jegyzékét Hadnagy Ibolya bírónő átadta az ügyészség képviselőjének.
A bírósági vallomástételek során Hagyó és vádlott társai többször is keményen bírálták az ügyészség munkáját: A vádirati tényállásokban az ügyészség nem nevezte meg azokat az ismerősöket, akik bármely szerződés megkötése révén állítólag jövedelemhez jutottak. Sérelmezték a kommunikációs-szakértők bevonásának hiányát is, és értetlenségnek adtak hangot a vádirat azon kijelentésével szemben, hogy „a BKV a budapesti közösségi közlekedés területén monopolhelyzetben lévő vállalat. Ellenpéldának hozva fel többek közt a MÁV-ot, és az egyéni közlekedés.
2013. március 8-án Hadnagy Ibolya bírónő - az ügyészség kérését elutasítva - elfogadta a vádlottak indítványát, hogy fogadják el szakértői véleményként az igazságügyi szakértő által készített szakvéleményt a BKV kommunikációjával kapcsolatban. Így a kommunikációs kiadások szükségessége kapcsán most először szakértőket is megszólaltatnak.

## Visszavont vallomások
A jelenleg is folyó BKV-per vádlottjainak nagy részét már meghallgatták. A fővádlottak közül legtöbben visszavonták nyomozati vallomásukat, és a bíróságon új vallomást tettek. Korábbi, másokra nézve terhelő vallomásaikról elmondták, azokat fenyegetés hatására, megalázó körülmények között, irányítottan, kényszervallatás során tették.
A per eddigi legnagyobb eseménye Balogh vallomásának visszavonása volt, amely az egyetlen bizonyíték lehetett volna a nokiásdoboz létezésére. Balogh elmondta, a választási kampányban nyilatkozatait azért tette (így például a nokiásdobozról), hogy megfeleljen az elvárásoknak, és elkerülje a börtönt. 2015. március 12-én, miután Hagyó Miklós és Balogh Zsolt 2010. szeptember 14-én lezajlott szembesítéséről készült felvételt levetítették Kecskeméten, Balogh elmondta: úgy érezte, csak akkor maradhat szabadlábon, ha súlyosan terhelőt mond Hagyó Miklósra. Hagyó semmilyen törvénytelenségre nem utasította, illetve neki semmilyen pénzt nem adott át. Egyúttal elnézést kért a volt politikustól. A Központi Nyomozó Főügyészség 2015 júniusában meg is szüntette a vesztegetés miatt indult nyomozást, mivel az indoklás szerint "a nyomozás adatai alapján nem állapítható meg bűncselekmény elkövetése, és az eljárás folytatásától sem várható eredmény". Az utolsó vádmódosítás óta az ügyészség a kétszer 15 milliós pénzátadásból az egyiket már kivette a vádból.
A vádat tovább gyengíteni az is, hogy az ügyészség kezdeményezte a végkielégítési-botrányról elhíresült Szalainé Szilágyi Eleonóra felmentését a vádak alól 2015 októberében (majdnem hat évvel a BKV-ügy kirobbanása után).

## A közszolgálati sajtó szerepe
Az MTI és a közszolgálati média az ügyről magáról, majd és a tárgyalás eseményeiről is kezdettől fogva szelektíven, egyoldalúan számol be, a Hagyóra terhelő és a vádakat megkérdőjelező információkat aránytalanul mutatja be. A távirati iroda nem számolt be például arról a lényeges tényről, hogy a vád egyetlen tanúja, Balogh Zsolt a bíróság előtt visszavonta minden korábbi vallomását, és ezt a nyomozó szervek nyomásgyakorlásával magyarázta.
Abban, hogy a 2010. évi országgyűlési választáson a Fidesz kétharmados parlamenti többséget szerzett, Buják Attila szerint komoly szerepet játszott a BKV-ügy egyoldalú tálalása és a körülötte kialakított legendárium.
Rendkívül sok nemzetközi kritika érte a 2010-es, kétharmados Fidesz-győzelemmel, és Orbán Viktor hatalomra jutásával járó kormányváltás óta végbement, az igazságszolgáltatást érintő változásokat, és az új médiatörvényt. Az új médiatörvény egyik legkifogásolhatóbb eleme az, hogy a Fidesz-hívekből felállított Médiatanács, felügyeli az egész médiaszektort: Ellenőrzi az összes frekvencia kiosztását, figyeli a tartalmakat a média egész területén, bírságokat szab ki, és előírja azt is, hogy a hírmédia csak az állami felügyelet alatt álló MTI hírszolgálat híreit közölheti. Az állami hírügynökség pedig – alátámasztva a kiretusálási botránnyal –, csak kevés esetben ad hírt a kormányt érő bírálatokról.
Ennek a politikai elfogultságnak köszönhetően az MTI tudósításai - így más sajtóorgánumok innen átvett hírei szintén – hiányosak, vagy épp túlzóak a BKV-perrel kapcsolatban is. Az MTI attól függően ködösít vagy túloz el, illetve helyezi át a hangsúlyt híreiben, hogy éppen mi tünteti fel jobb fényben az Orbán-kormányt.
Ennek szellemében történhetett, hogy az MTI a Hagyó-üggyel kapcsolatban is fontos részleteket hallgatott el. Bár sokszor részletesen beszámol a tárgyalás eseményeiről, a távirati iroda legtöbb tudósítására jellemző a rövidítés, homályos fogalmazás, és hogy sok esetben teljesen visszavont vallomásokat részleteznek. A bírósági vallomások új és sokszor a korábbiakkal teljesen szemben álló momentumaira pedig csak utal, vagy egyáltalán nem közli.
Az MTI következetesen nem közölte, hogy Hagyó Miklós és vádlott társai több esetben is bírálták az ügyészség munkáját, mivel az szakértők bevonása nélkül készítette el a vádiratot, valamint többször tettek panasz arra, hogy a vádhatóság több dokumentumot is visszatartott az iratok átadása során. A távirati iroda sok esetben a korábbi, rendőrségi vallomásokat taglalta, és csak mellesleg tért ki arra a nem elhanyagolandó tényre, hogy a vádlottak szinte minden esetben visszavonták, vagy módosították ezeket a terhelő vallomásokat. Az MTI azonban a rendőrségi vallomástételek körülményeit sem részletezte, holott a vádlottak egymás után vallottak arról a bíróságon, hogy a kihallgatást végző nyomozók megfenyegették, zsarolták őket és szabadon engedésükért cserébe arra adtak utasítást, hogy valótlan terhelő vallomásokat tegyenek, egyes esetekben még Gyurcsány Ferencre is. A per szempontjából a legjelentősebb hírt, Balogh Zsolt bírósági vallomását is homályosan fogalmazta meg az MTI. A BKV per alapját képző nokiásdobozról szóló rendőrségi vallomását ugyanis Balogh teljes mértékben visszavonta.
A Magyar Távirati Iroda tehát a Hagyó-ügyben sok esetben hallgatott el lényegi adatokat, szolgálva ezzel a hatalmon lévő Fidesz-kormány érdekeit. Ez az elfogultság azonban elfogulttá teszi a média fogyasztóit is, hiszen ezek a „kifelejtett” információk nélkülözhetetlenek ahhoz, hogy az emberek objektíven tudják megítélni a BKV-pert, Hagyó Miklós és vádlott társai ügyét.

## Tanulmányok
- Egy (alkotmányos alapjogok hatálya alól) kiemelt ügy? - Kádár Éva, Jogi Fórum (pdf)
- BKV-ügy – a törvényes bírósághoz való jog hatálya alól is kiemelve? - Kádár Éva, Jogi Fórum (pdf)
- „Sajtószabadság" Magyarországon, avagy az MTI elfogultsága a Hagyó-perrel kapcsolatban - Homolya Emma, Egyenlítő Blog
- A nokiás doboz legendája és a valóság